# Électricité de France
Électricité de France (EDF) je společnost zabývající se výrobou a distribucí elektřiny. EDF je francouzská společnost, ale působí v řadě dalších zemí, mimo Evropu působí ještě v Jižní Americe, Asii a Africe. Tato energetická společnost byla založena 8. dubna 1946 jako výsledek navrhovaného znárodňování majetku souvisejícího s výrobou, přepravou a distribucí elektrické energie.
Společnost EDF se zaměřuje hlavně na výrobu elektrické energie z jaderných elektráren a provozuje několik desítek takovýchto elektráren. Francouzský energetický trh je zcela závislý na elektřině získané z jaderných elektráren. Téměř 72 % ve Francii vyrobené elektrické energie se vyrábí v jaderných elektrárnách, které vlastní EDF. Když společnost EDF koupila British Energy, získala navíc dalších osm jaderných elektráren v Británii. Od roku 2023 je to státní firma.